# 深州市
深州市是中华人民共和国河北省的一个县级市，由衡水市代管。位于河北中部偏南，距省会石家庄90公里。市人民政府駐深州镇长江西路120号。 属暖温带半干旱区季风气候， 毗邻7个区、县（市），总面积1252平方千米。 截至2023年6月，深州市辖13个镇、4个乡，另辖3个乡级单位。截至2023年末，深州市常住人口47.17万人。 
隋开皇十六年（596年），始于安平（今安平县）置深州。《元和郡县图志》卷第十七，深州：“以州西故深城为名”。民国二年（1913年），改深州为深县；1960年3月，改属石家庄市；1961年5月，改属石家庄专区；1962年7月，改属衡水地区；1994年7月4日，经国务院批准撤销深县设深州市；1996年7月10日，衡水地区改为地级衡水市，深州市仍属衡水市。 深州市主要景点有兴隆寺、深州蜜桃观光园、深州盈亿义仓等。2021年7月28日，深州市入选“2021年电子商务进农村综合示范县（第一批）”名单。 2023年1月，深州市入选“第五批节水型社会建设达标县（区）名单”。 
2023年，深州市实现地区生产总值（GDP）183.8亿元，同比增长3.4%；第一、二、三次产业增加值的比例为25.0:30.9:44.1；城镇居民人均可支配收入为35186元，同比增长5.8%。农村居民人均可支配收入为23003元，同比增长6.8%。

## 历史
春秋时期，为鲜虞地，后属晋。
战国初期，属魏，后并于赵。
秦朝时期，为上谷郡、巨鹿郡地。
西汉初期，在今深县东南置下博县。高祖十二年（前195年），在今前磨头一带置桃县，均属信都国。
东汉时期，下博县属安平国，桃县废。
晋朝时期，下博县仍属安平国。
北魏时期，下博县移至今深县东，属长乐郡。
北周建德六年（577年），下博县复还旧治。
隋朝初期，郡废。开皇十六年（596年），于饶阳置深州，“以州西故深池为名”。大业二年（606年），州废，以其地分入博陵郡，河间郡。
唐武德四年（621年），复于安平置深州，寻徙饶阳，领安平、饶阳、芜萎3县。贞观十七年（643年），州废。先天元年（712年），于今旧州村一带置陆泽县，是年复置深州，移治陆泽县。天宝元年（742年），改深州为饶阳郡。乾元元年（758年），复为深州。永泰元年（765年），领陆泽、下博、武强、安平5县，属河北道。
后周显德二年（955年），于李晏口（今贾城西一带）置静安军，移下博县治此，以军领县。
北宋雍熙二年（985年），废静安军。雍熙三年（986年），省下博县。雍熙四年（987年），置静安县，始自陆泽徙深州治此，领静安、束鹿、饶阳、安平、武强5县，属河北西路。陆泽逐废。
金朝时期，深州属河北东路。
蒙古太祖十九年（1224年），州废，静安县隶东武州。
元太宗六年（1234年），复置深州，治静安，隶河间府。太宗十年（1238年），改隶真定路，领饶阳、安平、武强、束鹿、静安5县。后领静安、衡水2县。
明洪武二年（1369年），静安县省入深州，州领衡水1县。永乐十年（1412年），徙州吴家庄，即今治，属真定府。
清雍正二年（1724年），升为直隶州，领武强、饶阳、安平3县，属正定府。宣统三年（1911年），属直隶省清河道。
民国二年（1913年），改深州为深县，属直隶省范阳道。民国三年（1914年），改属保定道。民国十七年（1928年），直隶河北省。民国二十六年（1937年），深县属第九行政督察区，专署驻深县。后又改属第十三行政督察区，民国三十四年（1945年）3月，深北县、深南县合为深县。同年8月，撤销深束县。同年11月，属第十行政督察区，专署仍驻深县。民国三十五年（1946年）5月，属冀中行署十一专署。民国三十八年（1949年）8月，属河北省衡水专区。
1952年11月，改属石家庄专区。
1960年3月，改属石家庄市。
1961年5月，改属石家庄专区。
1962年7月，改属衡水地区。
1994年7月4日，经国务院批准撤销深县设深州市。
1996年7月10日，衡水地区改为地级衡水市，深州市仍属衡水市。
1913年改为深县，1994年撤县设市。

## 人口
根据第七次人口普查数据，截至2020年11月1日零时，深州市常住人口为482289人。

## 地理
深州地处河北平原中部，滹沱河古冲积扇前缘。有天平河、龙治河、小西河、朱家河等时令性河流，石津总干渠流经中部。年平均温12.8℃，年均降水量500毫米。
全市年平均气温12℃，降水量498毫米。

## 行政区划
深州市下辖11个镇、6个乡：
唐奉镇、深州镇、辰时镇、榆科镇、魏家桥镇、大堤镇、前磨头镇、王家井镇、护驾迟镇、大屯镇、高古庄镇、北溪村镇、大冯营镇、穆村镇、兵曹乡、东安庄乡、乔屯乡、深州监狱、城市新区和经济开发区。
- 开发园区：深州双井经济开发区

## 交通
深州市交通区位优势明显，拥有2条铁路、2条高速、1条国道、3条省道。其中，京九铁路纵跨南北，石德铁路横贯东西，市境内共设有3个客货站，货物吞吐能力337万吨；黄石高速在深州市设有2个出入口；大广高速，在深州市区东部设有出入口，设有专线与市区连接，距离仅7千米；深州市南部有石衡高速、邢衡高速经过；G307国道与G240国道（原肃临线）、S231省道保衡线、S392省道衡井线贯穿深州全境。
截至2023年末，深州市公路通车里程1712.311千米，增长1.7%。其中高速公路里程79.07千米，国省干线（国道、省道、高速连接线）163.441千米，农村公路里程1469.8千米。

## 经济
综述
2023年，深州市实现地区生产总值（GDP）183.8亿元，同比增长3.4%；第一、二、三次产业增加值的比例为25.0:30.9:44.1；全社会固定资产投资同比增长9.9%，其中房地产开发投资同比下降33.6%；一般公共预算收入12.7亿元，同比下降1.4%。一般公共预算支出37.4亿元，同比下降0.5%；城镇居民人均可支配收入为35186元，同比增长5.8%。农村居民人均可支配收入为23003元，同比增长6.8%。
第一产业
2023年，深州市第一产业增加值45.9亿元，同比增长5.1%，占地区生产总值的比重为25.0%。
2023年，深州市粮食播种面积107372公顷，同比增长0.09%。粮食总产量68.9万吨，同比增长0.29%。其中夏粮总产35.8万吨，同比增长0.56%；秋粮总产33.1万吨，与去年持平。棉花播种面积4.67公顷，同比下降47.84%；产量5.28吨，同比下降50.05%；油料播种面积5286公顷，同比增长6.97%；产量2.3万吨，同比下降0.80%；蔬菜播种面积4228公顷，同比增长3.50%，产量16.4万吨，同比增长3.28%；瓜果类播种面积112公顷，同比下降10.11%，产量0.5万吨，同比下降8.45%；猪出栏4099百头，与去年持平；牛出栏410百头，同比增长6.9%；羊出栏1902百只，同比增长7.3%；家禽出栏91400百只，同比增长9.2%。禽蛋产量8.1万吨，同比增长2.8%。牛奶产量8357吨，同比下降0.5%。 
第二产业
2023年，深州市第二产业增加值56.7亿元，同比增长4.4%，占地区生产总值的比重为30.9%。
2023年，深州市全部工业增加值44.2亿元，同比增长3.1%，其中规模以上工业增加值增长3.3%。从行业看，铁路、船舶、航空航天和其他运输设备制造业、纺织业、汽车制造业和通用设备制造业增加值分别增长75.1%、42.9%、41.8%、33.4%。从轻重工业看，轻工业同比下降12.5%，重工业增长12.7%。从产品产量看，全市入统的21种主要工业产品中有6种产品产量比上年增长，其中化学试剂、家具、水泥、饲料增长较快，分别增长19.1%、18.7%、15.4%、5.7%。规模以上工业企业实现营业收入148.2亿元，同比下降4.3%；实现利润总额4.4亿元，同比下降44.6%；实现利税6.7亿元，同比下降36.0%。全年建筑业增加值12.5亿元，同比增长7.9%。资质内建筑业企业23家，较上年底新增4家；签订合同额29.5亿元，其中本年新签合同额9.6亿元。 
第三产业
2023年，深州市第三产业增加值81.1亿元，同比增长1.8%，占地区生产总值的比重为44.1%。
2023年，深州市社会消费品零售总额实现45.8亿元，同比增长12.5%。限上单位消费品零售额实现5.5亿元，增长19.5%。按销售单位所在地统计，城镇市场零售额34.2亿元，同比增长13.9%；乡村市场零售额11.6亿元，增长8.6%。按销售形态分，餐饮收入2.5亿元，增长11.0%；商品零售43.3亿元，同比增长12.5%。全年进出口总额13.03亿元，同比增长7.3%。其中，出口12.74亿元，同比增长7.29%；进口0.29亿元，同比增长7.47%。批发和零售业增加值11.9亿元，同比增长7.2%；交通运输、仓储和邮政业增加值13.6亿元，增长3.2%；住宿和餐饮业增加值0.5亿元，同比增长7.2%；金融业增加值10.9亿元，同比增长6.3%。 年末全市金融机构人民币各项存款余额410.4亿元，较年初增加46.1亿元，同比增长12.7%。其中住户存款余额363.1亿元，较年初增加43.2亿元，比上年多增3.9亿元。各项贷款余额261.0亿元，较年初增加40.5亿元，同比增长18.4%。金融机构人民币存量存贷比为63.6%，较去年同期提高3.1个百分点。全年接待游客89.89万人次，同比增长27.87%；实现旅游总收入2.91亿元，同比增长7.4%。

## 文化
深州是形意拳的发源地，每年都在此举办武术交流会。城区还有清光绪年间兴建的“深州义仓”，至今遗迹保存完好。
2023年，深州市共有公共图书馆2个，文化馆2个。年末广播节目综合人口覆盖率、电视节目综合人口覆盖率均为100%。不可移动文物点133处，国家级文物保护单位1处，省级文物保护单位3处，衡水市级文物保护单位2处，深州市级文物保护单位16处。

## 教育
- 河北深州市中学

## 名人
- 蔡旭哲，中國航天員